# Autobahndreieck Dresden-Nord
Das Autobahndreieck Dresden-Nord (Abkürzung: AD Dresden-Nord; Kurzform: Dreieck Dresden-Nord) ist ein Autobahndreieck in Sachsen. Es verbindet die Bundesautobahn 13 (Berlin – Dresden) und die Bundesautobahn 4 (Aachen – Eisenach – Görlitz).

## Geographie
Der nördliche Teil des Autobahndreiecks liegt in der Gemarkung Volkersdorf der Stadt Radeburg, der südliche Teil gehört heute zum Dresdner Stadtteil Hellerau bzw. in früherer Zeit zu Rähnitz. Somit verläuft durch das Dreieck auch die Grenze zwischen der Kreisfreien Stadt Dresden und dem Landkreis Meißen. Die umliegenden Städte und Gemeinden sind Moritzburg und Ottendorf-Okrilla. Die nächstgelegenen Ortsteile sind Klotzsche, Rähnitz, Wilschdorf und Weixdorf auf Dresdner Seite, sowie Bärnsdorf und Volkersdorf. Es befindet sich etwa 10 km nördlich der Dresdner Innenstadt, etwa 80 km südwestlich von Cottbus und etwa 160 km südlich von Berlin.
Unmittelbar östlich des Dreiecks befindet sich der Flughafen Dresden.
Das Autobahndreieck Dresden-Nord trägt auf der A 4 die Anschlussstellennummer 82, auf der A 13 die Nummer 23.

## Geschichte
Nach seinem Bau im Jahre 1938 hieß es zuerst „Bautzner Dreieck“. Später wurde das Dreieck zuerst in „Bautzner Abzweig“, dann in „Abzweig Dresden-Hellerau“ und schließlich in „Abzweig Dresden“ umbenannt. Von 1951 bis 1971 wurde es als Motorrad- und Autorennstrecke „Autobahnspinne Dresden“ genutzt. Hier fanden unter anderem die DDR-Meisterschaften statt. Nach der Wende bekam das Dreieck den Namen „Autobahndreieck Dresden“.
Mit dem Bau der Autobahnanschlussstelle „Dresden-Flughafen“ wurde eine zusätzliche Rampe von den Fahrstreifen Richtung Berlin zurück auf die A 4 nach Görlitz gebaut, da sich der östliche Teil der Anschlussstelle aus Platzgründen bereits auf der abgetrennten Fahrbahn zur A 13 befindet.
Mit der Fertigstellung des Dreiecks Dresden-West zur Anbindung der A 17 an die A 4 bekam das AD Dresden den neuen Namen „Autobahndreieck Dresden-Nord“.

## Bauform und Ausbauzustand
Die A 4 ist in Richtung Westen sechsstreifig ausgebaut. Die A 13 ist, genau wie die A 4 in Richtung Osten, vierstreifig. Die Relationen Chemnitz—Berlin und umgekehrt sind zweistreifig ausgebaut und markieren so den Endpunkt der A 13. Alle übrigen Verbindungsrampen sind einstreifig.
Das Autobahndreieck wurde als rechtsgeführte Trompete gebaut. Da genau am Zusammentreffen der Autobahnen der noch heute befahrbare Fürstenweg als Teil einer alten Verbindung zwischen Klotzsche und Volkersdorf das Autobahndreieck unterquert, wurden drei zusätzliche Überführungen gebaut.

## Verkehrsaufkommen
Das Dreieck wurde 2015 täglich von durchschnittlich 97.000 Fahrzeugen befahren.
| Von                        | Nach               | Durchschnittliche tägliche Verkehrsstärke | Anteil Schwerlastverkehr |
| -------------------------- | ------------------ | ----------------------------------------- | ------------------------ |
| AS Dresden-Flughafen (A 4) | AD Dresden-Nord    | 94.700                                    | 14,5 %                   |
| AD Dresden-Nord            | AS Hermsdorf (A 4) | 58.900                                    | 16,5 %                   |
| AS Marsdorf (A 13)         | AD Dresden-Nord    | 40.300                                    | 12,9 %                   |